# Wutzkyallee (metropolitana di Berlino)
La stazione di Wutzkyallee è una stazione della metropolitana di Berlino, sulla linea U7.

## Storia
La stazione di Wutzkyallee fu progettata come parte del prolungamento della linea 7 dall'allora capolinea di Britz-Süd a Zwickauer Damm; tale tratta venne aperta all'esercizio il 2 gennaio 1970.